# Сергейцево (Псковская область)
Сергейцево — деревня в России, в Пустошкинском районе Псковской области. Входит в состав Пригородной волости.

## География
Деревня расположена на берегу Фроловского озера, в 12 км к юго-западу от города Пустошка.

## Население
| 2002 | 2010 |
| ---- | ---- |
| 357  | ↘295 |

Численность населения деревни по оценке на начало 2001 года составляла 391 житель.

## История
С 1995 до 2005 года деревня была административным центром ныне упразднённой Новой волости.